# Steriphodon
Steriphodon is een geslacht van kevers van de familie snoerhalskevers (Anthicidae).

## Soorten
- S. abdominalis (Pic, 1942)
- S. bedeli Abeille de Perrin, 1894
- S. chobauti (Abeille, 1894)
- S. doncasteri Abdullah, 1967
- S. indicum Pic, 1903
- S. scoparius (Champion, 1916)